# Miljuschka Witzenhausen
Miljuschka Lola Witzenhausen (Amsterdam, 10 juli 1985) is een Nederlandse presentatrice, vj, soapactrice, culinair expert en televisiekok. 

## Opleiding
Witzenhausen werd geboren in Amsterdam, als dochter van advocate Astrid Holleeder en Jaap Witzenhausen die werkte als bedrijfsleider van een bordeel dat eigendom was van Cor van Hout en later als kunsthandelaar. Ze behaalde in 2004 haar gymnasiumdiploma op het Vossius Gymnasium te Amsterdam en studeerde daarna twee jaar rechten. Via het modellenbureau waar ze werkte kwam zij uiteindelijk bij de jongerentelevisiezender TMF terecht, waar ze vanaf 5 februari 2005 werkzaam was.

## Werk
Witzenhausen presenteerde samen met Nikkie Plessen en Valerio Zeno het programma Re-action en presenteerde ook de Dag Top 5, Kweekvijver en TMF op Weg. In 2006 en 2007 presenteerde zij de TMF Awards. Op 30 oktober 2007 verliet ze de jongerenzender. In 2008 was Witzenhausen naast Peggy Vrijens en Everon Jackson Hooi te zien in de internetsoapserie Sound als DJ Joy. Ook speelde zij vanaf eind 2008 mee in de soapserie Onderweg naar Morgen als Jacqueline Brunel. Op 15 januari 2010 was ze voor het laatst te zien in Onderweg naar Morgen. Hierna presenteerde ze in 2008 en 2009 nog het realityprogramma Op safari voor de regionale televisiezender TV Noord-Holland en presenteerde ze in 2009 de Radiobitches Awards 2009 in Studio 21 te Hilversum. In 2014 was Witzenhausen te zien als deskundige op het gebied van voeding en lifestyle in het SBS6-programma Shownieuws. Ook was ze dat jaar een van de presentatoren van het middagprogramma Hier moet je zijn op RTL 4. In 2015 begon ze met het programma Miljuschka's Food Trucks op kookzender 24Kitchen.
Sinds 2016 is Witzenhausen een vast gezicht op de RTL-zenders RTL 4 en RTL 5. Sinds 2016 is ze te zien als gezondheids- en voedingsdeskundige in RTL Boulevard. In 2016 presenteerde ze Ja, ik wil... een taart samen met John Williams. In 2017 tekende ze een contract bij RTL Nederland. In 2017 presenteerde ze samen met Martijn Krabbé Topchef Academy op RTL 5. Tevens was ze dit jaar te zien in het RTL 4-programma Een goed stel hersens. In 2017 en 2018 was Witzenhausen presentatrice van RTL Boulevard (weekend-editie) en in De Chocolade Show in 2017. In 2018 was Witzenhausen samen met London Loy als danskoppel te zien in het RTL 4 programma Dance Dance Dance. In het najaar van 2018 vormde Witzenhausen een presentatieduo met Kaj Gorgels voor het RTL 4-programma Decembernieuws.
In 2020 deed Witzenhausen mee aan het 20e seizoen van Wie is de Mol?. In de zomer van 2020 presenteerde Witzenhausen elke werkdag bij RTL 4 het programma Miljuschka Kookt. In het voorjaar van 2021 presenteert Witzenhausen het programma Snackmasters met Martijn Krabbé. Op 5 juli 2021 werd bekend dat Witzenhausen het nieuwe seizoen van Obese gaat presenteren op RTL 5.

## Persoonlijk
Witzenhausen is gescheiden en heeft twee kinderen.

### Bestseller 60
| Boeken met noteringen in de Nederlandse Bestseller 60 | Jaar van verschijnen | Datum van binnenkomst | Hoogste positie | Aantal weken | Opmerkingen |
| ----------------------------------------------------- | -------------------- | --------------------- | --------------- | ------------ | ----------- |
| Ik zag wel dat je naar m'n cheesecake                 | 2024                 | 27-11-2024            | 2               | 4            |             |